# Distretto di Surobi (Paktika)
Il distretto di Surobi è un distretto dell'Afghanistan appartenente alla provincia della Paktika.